# Uperoleia littlejohni
Uperoleia littlejohni é uma espécie de anfíbio da família Myobatrachidae.
É endémica da Austrália.
Os seus habitats naturais são: savanas áridas, savanas húmidas, matagal árido tropical ou subtropical, campos de gramíneas subtropicais ou tropicais secos de baixa altitude, campos de gramíneas de baixa altitude subtropicais ou tropicais sazonalmente húmidos ou inundados, lagos de água doce intermitentes e marismas intermitentes de água doce.